# Aegaeon
Aegaeon är en av Saturnus månar. Den upptäcktes av den amerikanska planetforskaren Carolyn Porco den 3 mars 2009 på fotografier tagna av rymdsonden Cassini den 15 augusti 2008. Den gavs den tillfälliga beteckningen S/2008 S 1. Den har också fått benämningen Saturnus XLIII.

## Fysiska egenskaper
Aegaeon är 1,4 kilometer i diameter och därmed den minsta av Saturnus kända månar. Den har ett genomsnittligt avstånd på ungefär 167 500  kilometer till Saturnus och en lutning av 0,0007° mot Saturnus ekliptikan med en excentricitet på 0,0004.
Aegaeon har det lägsta albedot bland månarna som befinner sig innanför Titans bana, under 0,15.

## Omloppsbana
Omloppsbanan ligger mellan Janus och Mimas bana, inom Saturnus G-ring. Den bedöms ha lika slät yta som Methone. Bedömningar av månens massa, som baseras på dess påverkan på G-ringens stoft, tyder på en densitet som är ungefär som vatten i frusen form.
Aegaeons omloppsbana ligger inom Saturnus G-ring och har förmodligen försett ringen med det mesta av dess material. Material som lossnar från Aegaeon bildar en ljus båge nära ringens innerkant. Aegaeon är i 7:6 banresonans med Mimas. Det medför att dess halva storaxel skiftar med ungefär 4 km över en fyraårsperiod.

## Namn
Aegaeon namngavs snart efter upptäckten efter Ægæon som var en av hekatoncheirerna i den grekiska mytologin.